# Willem Hendrik Dingeldein

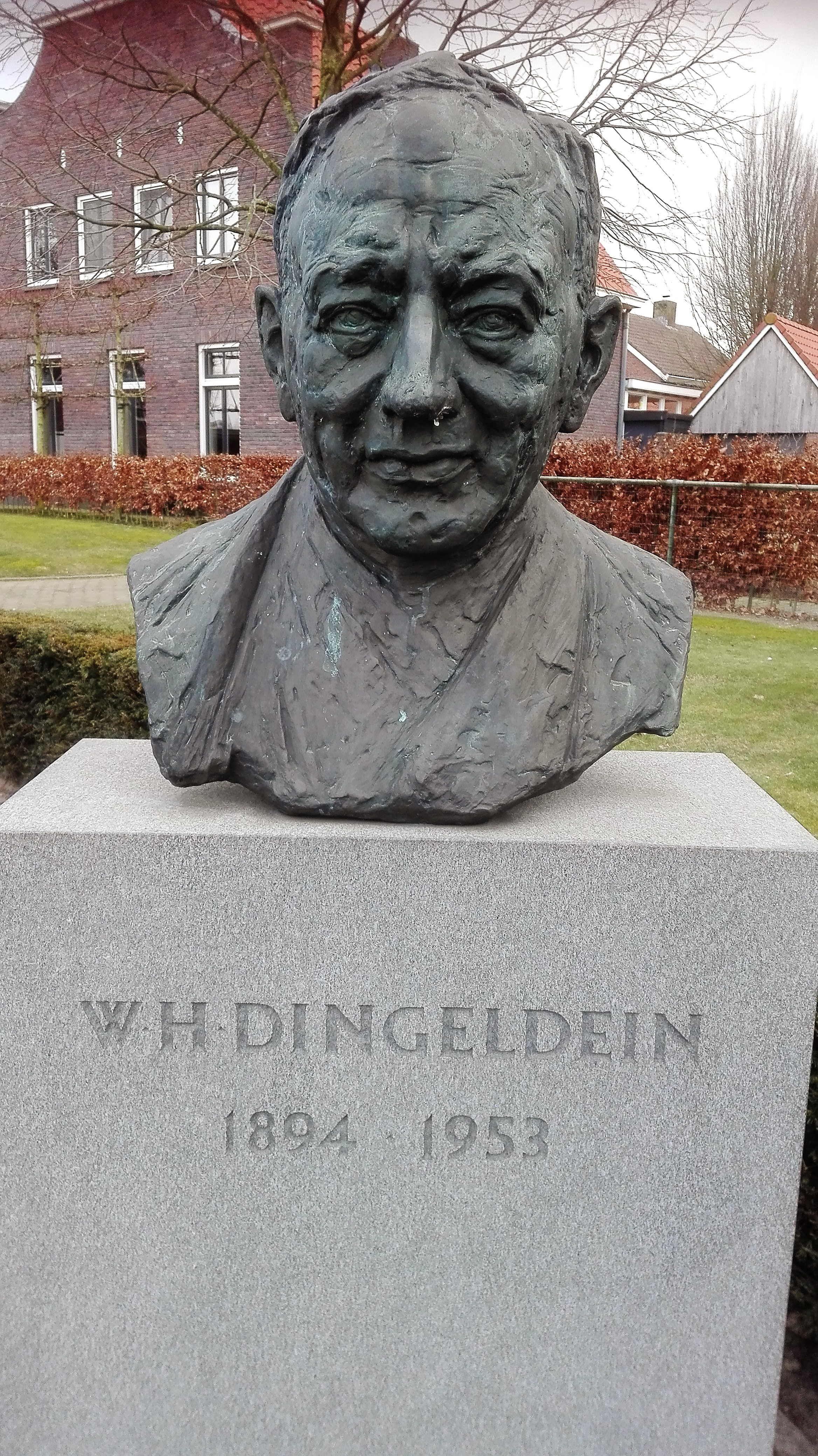
Borstbeeld van W. H. Dingeldein in Denekamp

Willem Hendrik Dingeldein (18 augustus 1894 - 8 januari 1953) was een onderwijzer en heemkundig publicist uit Denekamp. 

## Biografie
Willem Dingeldein, die zich als autodidact ontwikkelde tot groot kenner van de Twentse taal, geschiedenis, geologie en natuurlijke historie heeft een groot aantal publicaties over zijn streek Twente op zijn naam staan, die onder meer gaan over de geschiedenis van Denekamp en van Oldenzaal, over Singraven, Het Springendal en andere onderwerpen. Deze publicaties, waarvan "Het land van de Dinkel" de bekendste is, waren gebaseerd op wetenschappelijk onderzoek, maar toch populair geschreven. Hij maakte met collega-heemkundigen als J.J. van Deinse en Albert Meyling regelmatig tochten door Twente, waarbij hij veel van wat hij zag op de foto vastlegde. Als bestuurslid van een groot aantal verenigingen was hij invloedrijk en gezien.

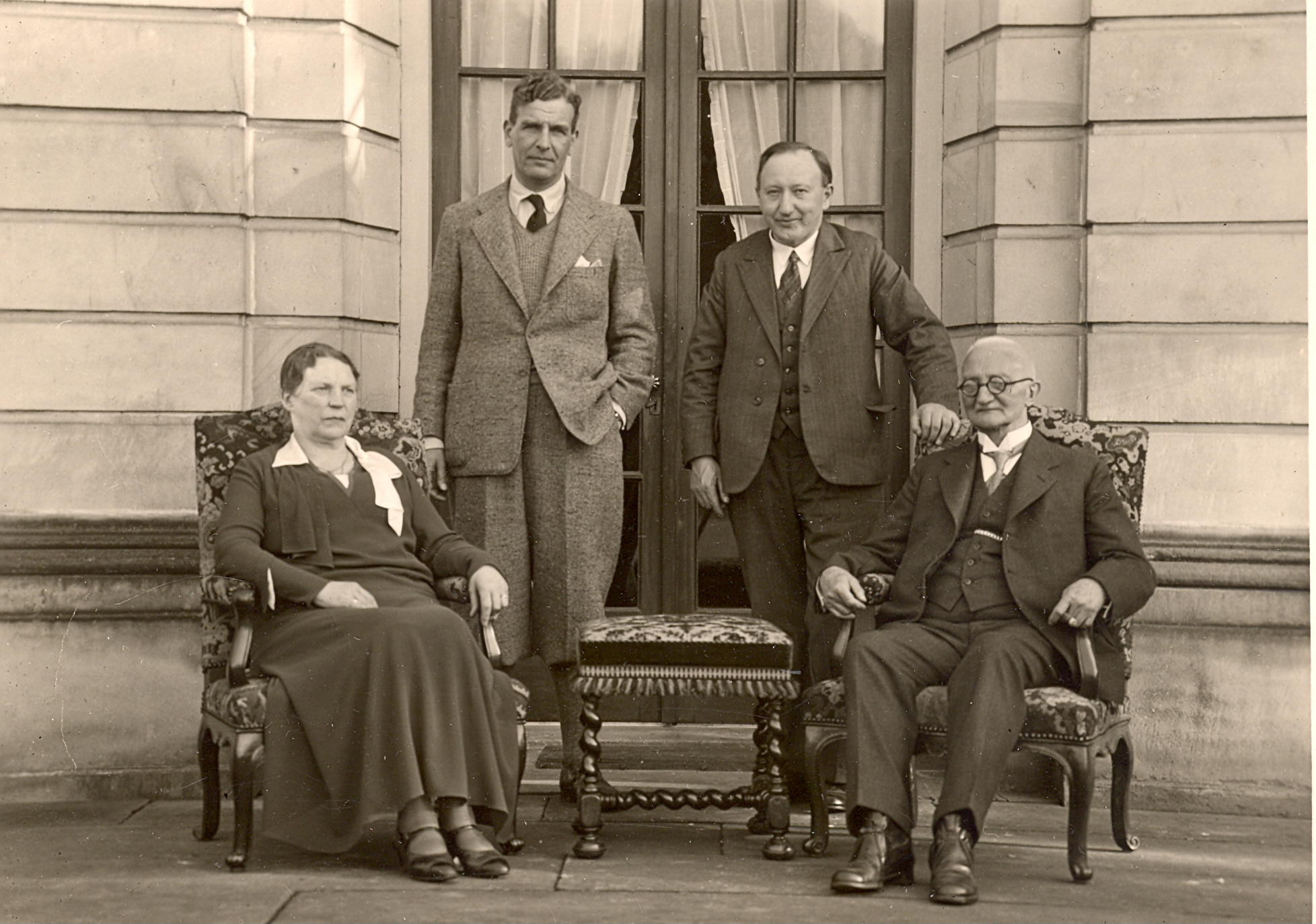

Dingeldein kan voor wat betreft zijn werkwijze in zekere zin een 'Schüler' genoemd worden van prof. dr. Karl Döhmann (1858-1943), archivaris van de Fürst zu Bentheim-Steinfurt en van de stad Burgsteinfurt (Westfalen), tevens docent aan het Gymnasium Arnoldium aldaar. Tussen 1926 en 1935 werkte Döhmann aan de geschiedenis van de havezathe Singraven bij Denekamp - in opdracht van eigenaar-bewoner mr. W.F.J. Laan (1891-1966). Willem Dingeldein deed voor Döhmann veel aanvullend onderzoek, ontwierp kaarten, maakte de meeste foto's en vertaalde uiteindelijk dit groots opgezette vierdelige standaardwerk in het Nederlands. Op de vier titelpagina's wordt Dingeldein als medewerker vermeld en in elk blad handgeschept Van Gelderpapier van de vier banden is zowel de handtekening van Döhmann als die van Dingeldein als watermerk aangebracht. (Zie hierover het artikel in Jaarboek Twente 2015, p.69-84: "Willem Frederik Jan Laan en zijn boek Singraven, 1935-2015. Grensoverschrijdende wetenschappelijke geschiedschrijving".)
Dingeldein liet na zijn dood in 1953 een uitstekend Denekamper lexicon na, dat echter niet werd gepubliceerd en tot 2009 min of meer onopgemerkt in een archief bleef liggen. Het bestaat uit ongeveer vijfduizend kaartjes met woorden uit de regio Denekamp, aangevuld met de precieze uitspraak in fonetisch schrift, uitdrukkingen waar ze in voorkomen en Nederlandse vertalingen. Dit levenswerk wordt zelfs niet genoemd in het boek "Uit leven en werk van W.H. Dingeldein" (1988). In het hoofdstuk "Dingeldein en de dialectstudie" van Hendrik Entjes en de uitputtende bibliografie komen wel zijn veel beperkter publicaties van Denekamper zegswijzen en spreekwoorden aan de orde. 
In de loop van 2009 werden de door Dingeldein opgetekende woorden en uitdrukkingen door Goaitsen van der Vliet opgenomen in zijn (digitale) woordenboek Dialexicon Twents.